# Ортоптерная аллергия
Ортоптерная аллергия — аллергия на прямокрылых насекомых.
Отряд Прямокрылые (Orthoptera) имеет широкое распространение в природе. Эти насекомые обладают аллергенным действием на организм человека.
На аллергены сверчков Crickets наблюдаются реакции немедленного типа. Возникает бронхоспазм, риноконъюнктивальный синдром при контакте с этими насекомыми, возможны аллергический ринит и бронхиальная астма. Гиперчувствительность к аллергенам сверчков подтверждена наличием позитивных кожных тестов и определением специфических IgE-антител к данным аллергенам. Аллергены сверчков могут попадать в организм ингаляционно с чешуйками насекомого. Домовой сверчок Acheta domesticus также способен вызывать аллергию.
Иногда обнаруживается аллергическая реакция при контакте с кузнечиками Melanoplus sanguinipes.
Встречается аллергия и к саранче.